# Jean Duret
Jean Duret (Paris, 1563 — Paris, 30 de agosto de 1629) foi médico particular dos reis da França Carlos IX, Henrique III e de Maria de' Medici. Foi também presidente de Chevry, intendente das finanças e membro do Colégio Real.
Jean Duret era filho de Louis Duret (1527-1586) e irmão de Charles Duret de Chevry (1564-1636) (1564-1636).
Foi também médico do Cardeal de Burbon.  Casou-se com Renée Luillier (* 1565 - 16 de Julho de 1622), filha de Nicolas Luillier, presidente da Câmara das Contas.  Conta-se que ele salvou a vida dela, afetada por uma doença muito grave.
Estudou na Universidade de Paris, licenciou-se em 18 de Junho de 1584 e doutorou-se em 4 de Setembro do mesmo ano.  Depois da morte do seu pai, em 1586, o sucedeu na cadeira do Colégio Real, porém catorze anos depois, pede demissão em favor de Pierre Séguin, porém este último só assume a função em 1594.  Um fato inusitado, ocorrido em 1607, o coloca em cena junto com os médicos Simon Piètre, Jacques Duval (1555-1615) e Christophe Cachet (1572-1624), a propósito de uma litíase observada na filha de seis anos do Marquês de Themines, Mademoiselle de Montluc.  O caso causou comoção e deu origem a uma troca de cartas e epigramas.
Adversário determinado de Paracelso, ele tomou parte nas lutas contra o antimônio, na virada do século, junto com Jean Riolan, o Jovem.  Ele editou o curso de seu pai, Louis Duret, e publicou um tratado sobre a peste.  Um acidente vascular cerebral o deixou paralisado e ele morreu pouco tempo depois.  Jean Duret foi um médico habilidoso e ardente partidário da Liga Católica contra Henrique de Navarra.  Certa vez, confessou ao cardeal Jacques Du Perron, que Henrique IV merecia a vacina de César, o que significava para ele, pílulas cesarianas (em alusão ao corte feito durante a operação) ou vinte-e-três golpes de punhal.  Foi sucessor de seu pai no Colégio Real, e se tornou médico da Maria de' Medici em 1610, depois da morte de Henrique IV.
Em 1608, a faculdade o destitui dos seus direitos de regência por se haver comprometido com Turquet de Mayerne.
Diz-se que ele odiava o charlatanismo, a astrologia médica e preferia a recomendação de dietas.  Em casos de varíola utilizava o sangramento e isto ia contra o conselho do parlamento.  Hugues de Salins afirma ter ele testemunhado a morte de François Viète.
Ele morreu de um acidente vascular cerebral em 30 de Agosto de 1629.

## Obras
- Advis sur la maladie, Paris, Claude Morel, 1619 [sobre a peste]
- Un Commentaire sur les 58 dernières prénotions coaques, com isso termina a obra de seu pai com muito carinho para a medicina hipocrática.